# Infância e carreira militar de John McCain

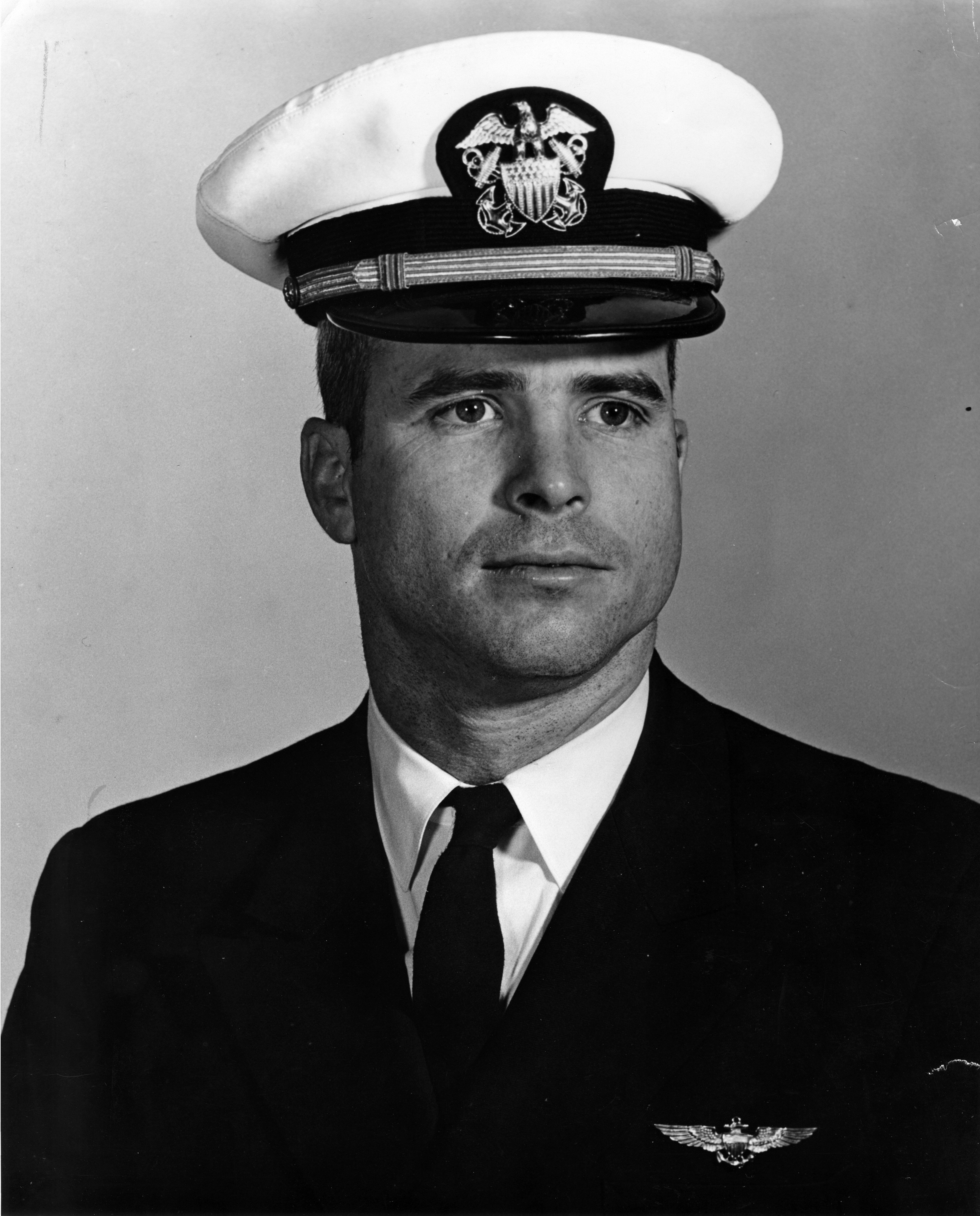
O então tenente John McCain em 1964.

O início da vida e a carreira militar de John Sidney McCain III abrange os primeiros quarenta e cinco anos de sua vida (1936–1981). O pai e o avô de McCain eram almirantes da Marinha dos Estados Unidos. McCain nasceu em 29 de agosto de 1936, na zona do Canal do Panamá, e frequentou muitas escolas enquanto sua família se mudava para instalações navais. McCain se formou na Academia Naval dos Estados Unidos em 1958. Ele se casou com a ex- Carol Shepp em 1965; ele adotou dois filhos de seu casamento anterior e eles tiveram outro filho juntos.
Como aviador naval, McCain voou aviões de ataque de porta - aviões. Durante a Guerra do Vietnã, ele escapou por pouco da morte no incêndio de 1967 em Forrestal. Em sua vigésima terceira missão de bombardeio durante a Operação Rolling Thunder em outubro de 1967, ele foi abatido em Hanói e gravemente ferido. Posteriormente, ele suportou cinco anos e meio como prisioneiro de guerra, incluindo períodos de tortura. Em 1968, ele recusou uma oferta norte-vietnamita de libertação antecipada, porque isso significaria sair antes de outros prisioneiros que estavam detidos há mais tempo. Ele foi libertado em 1973 após os Acordos de Paz de Paris.
Ao retornar, McCain estudou no National War College, comandou um grande esquadrão de treinamento na Flórida e foi nomeado representante da Marinha no Senado dos Estados Unidos. Ele se divorciou de sua esposa Carol em 1980 e se casou com a ex- Cindy Hensley logo depois. Ele se aposentou da Marinha em 1981 como capitão.

## Herança familiar

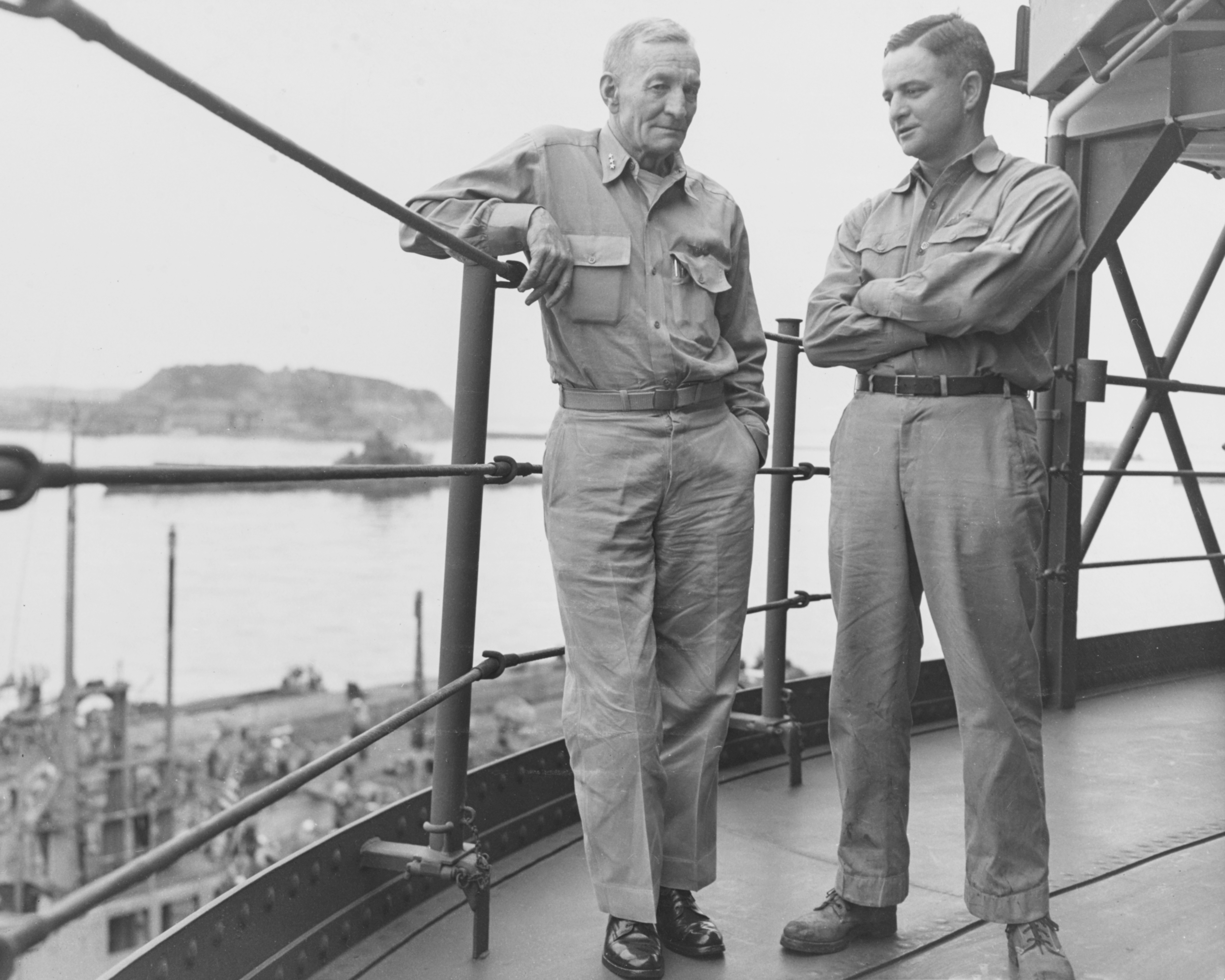
O avô de McCain "Slew" (à esquerda) e o pai "Jack" a bordo de um navio da Marinha dos EUA na Baía de Tóquio, c. 2 de setembro de 1945

John Sidney McCain III nasceu em 29 de agosto de 1936, em um hospital da Marinha dos Estados Unidos na Estação Aérea Naval Coco Solo na Zona do Canal do Panamá, que em aquela época era considerada um dos territórios não incorporados dos Estados Unidos. Seus pais eram o oficial da Marinha John S. "Jack" McCain, Jr. (1911–1981) e Roberta (Wright) McCain (1912-2020). McCain tinha ascendência escocesa-irlandesa e inglesa.
Os avós de John McCain eram nativos de Arkansas, Mississippi e Texas, e grande parte de sua ascendência era sulista tanto do lado materno quanto paterno. A casa ancestral patrilinear da família McCain fica no condado de Carroll, no Mississippi; eles possuíam e administravam uma propriedade de 2,000 acres (8.1 km2)   plantação em Teoc de 1848 até 1952. A plantação tinha escravos antes da Guerra Civil Americana - alguns de seus descendentes compartilham o sobrenome e se autodenominam " McCains negros " - e meeiros depois; o influente guitarrista de blues do Mississippi John Hurt nasceu na plantação, filho de um destes.
A árvore genealógica de McCain tem uma longa herança do serviço militar americano, com ancestrais lutando como soldados nas Guerras Indígenas, Guerra Revolucionária Americana (devido à qual McCain manteve-se como membro dos Filhos da Revolução Americana ), Guerra de 1812, para os Estados Confederados da América na Guerra Civil Americana, e na Primeira Guerra Mundial. A árvore também inclui comportamento malandro e sucesso econômico. O avô materno de John McCain, Archibald Wright (1875–1971), era um nativo do Mississippi que migrou para Muskogee, Oklahoma, na casa dos vinte anos, infringiu a lei com várias acusações de jogo e contrabando, então se tornou um forte -willed wildcatter que prosperaram em negócios de terras durante os anos de soberania início e descobriu petróleo no Sudoeste. Rico aos quarenta anos, ele nunca mais trabalhou e tornou-se um pai que fica em casa. Criar uma família em Oklahoma e no sul da Califórnia, ele incutiu em Roberta e em sua irmã gêmea Rowena o hábito de viajar e aventurar-se para toda a vida. Também há um comportamento independente na árvore genealógica: Jack McCain e Roberta Wright fugiram e se casaram em um bar em Tijuana, México, quando a esposa de Archibald Wright, Myrtle, se opôs à associação de Roberta com um marinheiro.
O pai de McCain e o avô paterno eventualmente se tornaram almirantes da Marinha, e foram o primeiro par pai e filho a alcançar o posto de almirante quatro estrelas. Seu avô, o almirante John S. "Slew" McCain, Sr. (1884–1945), foi um pioneiro das operações de porta-aviões que em 1942 comandou todas as operações aéreas baseadas em terra em apoio à Campanha de Guadalcanal e que, finalmente, em 1944–1945 liderou agressivamente a Força-Tarefa Fast Carrier no teatro do Oceano Pacífico da Segunda Guerra Mundial. Suas operações nas Filipinas e Okinawa, e ataques aéreos contra Formosa e as ilhas japonesas, causaram uma tremenda destruição das forças navais e aéreas japonesas no período final da guerra. Sua morte, quatro dias após a cerimônia de rendição japonesa na baía de Tóquio, foi notícia de primeira página. Jack McCain foi comandante de submarino em vários teatros de operação na Segunda Guerra Mundial e foi condecorado com a Medalha Estrela de Prata e a Medalha Estrela de Bronze.

## Começo da vida

### Vida pregressa
Durante seus primeiros dez anos, "Johnny" McCain (o apelido que ele recebeu como parte de uma tradição familiar de distinguir as gerações) foi frequentemente desarraigado como sua família, incluindo a irmã mais velha Sandy (1934-2019) e irmão mais novo Joe (nascido em 1942), seguiu seu pai para New London, Connecticut, Pearl Harbor, Hawaii e outras estações no Oceano Pacífico. As férias de verão às vezes eram passadas na plantação da família Teoc, mas McCain sempre sentiu que sua herança era militar, não sulista. McCain frequentou qualquer escola de base naval disponível, muitas vezes em detrimento de sua educação, já que as escolas às vezes eram precárias e seus currículos, muitas vezes erráticos. Após o ataque de 1941 a Pearl Harbor, seu pai esteve ausente por longos períodos. Sua educação formal foi complementada pelos esforços de sua mãe, que aproveitou as muitas viagens de longa distância da família para expô-lo a locais históricos e culturais. Ele escreveu mais tarde: "Ela me ensinou a ter tanto prazer na vida que o infortúnio não poderia roubar-me a alegria de viver." Republicana, ela também se certificou de que ele acompanhasse os eventos atuais, embora seus pais evitassem afiliações partidárias externas devido à carreira militar de seu pai.
Após o fim da Segunda Guerra Mundial, seu pai permaneceu na Marinha, às vezes trabalhando em postos de ligação política. A família se estabeleceu na Virgínia do Norte, e McCain frequentou a escola St. Stephen's School, em Alexandria, de 1946 a 1949. Para sua família, McCain sempre foi quieto, confiável e cortês, enquanto no St. Stephen's ele começou a desenvolver uma tendência rebelde e desafiadora. Outros dois anos foram passados acompanhando seu pai a estações navais; todo, ele frequentou cerca de vinte escolas durante sua juventude. Ele era freqüentemente punido na escola por lutar. Posteriormente, ele escreveu: "As repetidas despedidas de amigos estão entre os mais tristes arrependimentos de uma infância constantemente interrompida pelas exigências da carreira de meu pai... A cada nova escola eu chegava ansioso para fazer, por meio de minha atitude insolente, novos amigos para compensar a perda de outros. A cada nova escola, ficava mais determinado a afirmar meu individualismo bruto. A cada nova escola, tornava-me uma dor de cabeça mais implacável. "

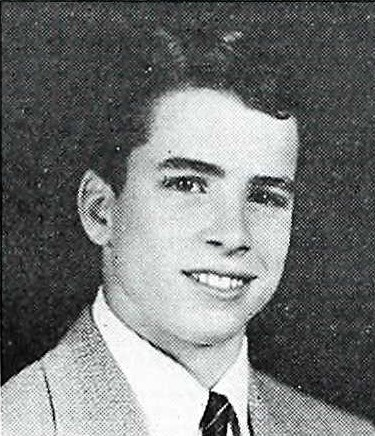
John Sidney McCain III na Episcopal High School, 1953

Em 1951, McCain matriculou-se na Episcopal High School em Alexandria, um colégio interno privado só para homens, academicamente superior, com um código de honra rigoroso, tradição de trote e ambiente de vida espartano. A maioria das crianças eram filhos de ricos sulistas, de quem McCain teve um vislumbre da vida e das aspirações de carreira fora da cultura da Marinha. Apelidado de "Punk" e "McNasty" devido à sua disposição combativa e impetuosa, McCain gostava e cultivava uma imagem de durão; ele também fez alguns amigos. McCain ganhou duas cartas do time do colégio no wrestling, destacando-se nas categorias de peso leve. Ele também jogou no time de futebol juvenil e no time de tênis, e participou do jornal estudantil, do anuário e do clube de teatro. O professor de inglês William Bee Ravenel III, que também era seu treinador de futebol, teve grande influência em seu senso de aprendizado, honra e autoimagem. Com o que ele mais tarde chamou de histórico acadêmico "indistinto, mas aceitável", McCain se formou no ensino médio em 1954.

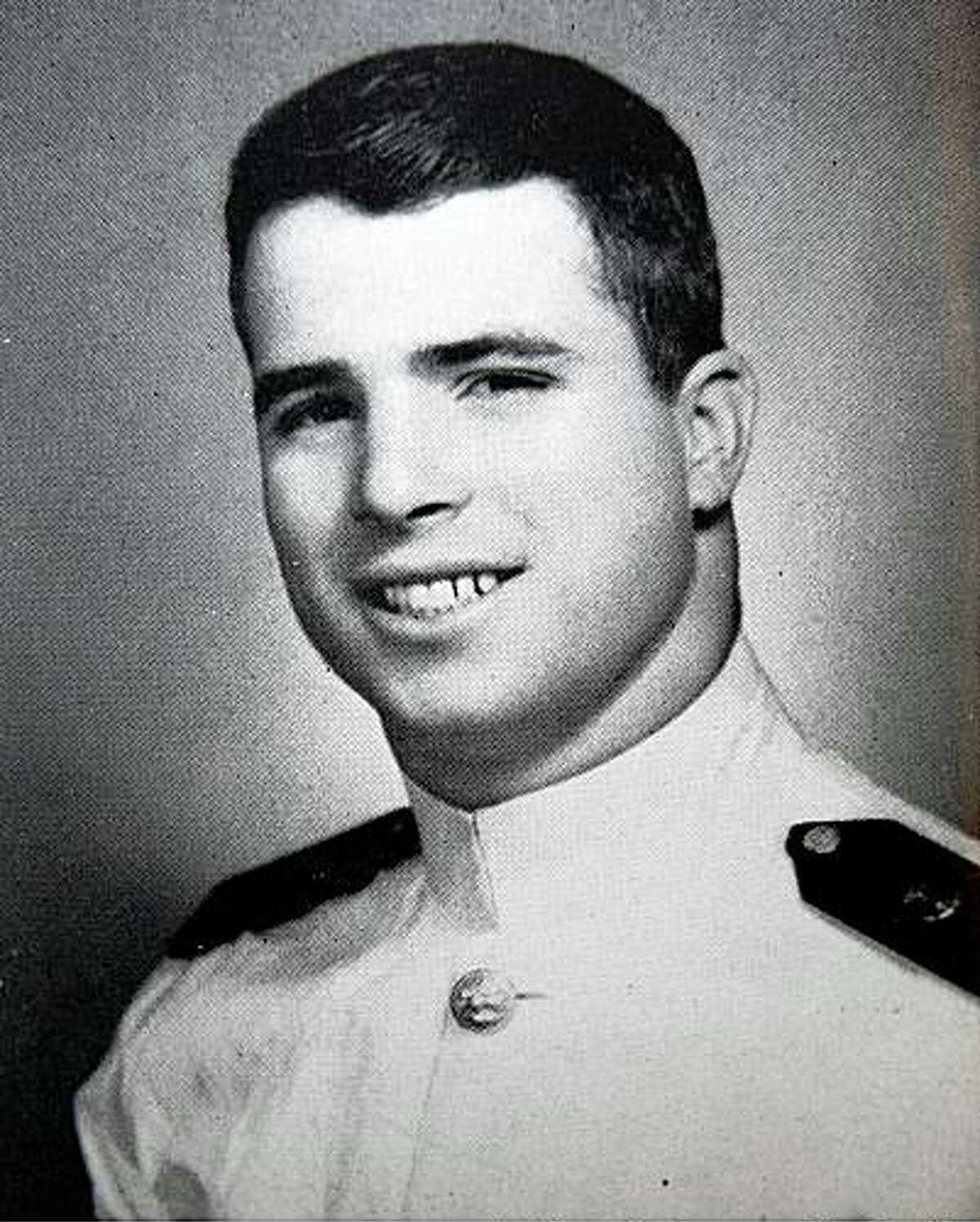
John McCain na Academia Naval dos EUA, meados da década de 1950

Tendo se saído bem nos exames de admissão, McCain ingressou na Academia Naval dos Estados Unidos em Annapolis, Maryland, em junho de 1954, seguindo os passos de seu pai e avô. Ele não tinha recebido ordens de seus pais nem discutiu alternativas; como ele escreveu mais tarde, "lembro-me simplesmente de reconhecer minha eventual inscrição na Academia como um fato imutável da vida e de aceitá-la sem comentários".
Ambivalente sobre sua presença lá, McCain optou por não se conformar com as regras da Academia e algumas de suas tradições. A cada ano, ele recebia mais de cem deméritos - o que lhe valeu a - por ofensas como sapatos não sendo engraxados, falhas de formação, espaço em desordem e conversa fora do lugar. Seu pai foi à Academia para repreendê-lo por seu comportamento várias vezes. Ele odiava o "ano plebeu", a prova de provação e trote para aspirantes a marinheiros que acabariam eliminando um quarto da turma. Ele não aceitava bem aqueles de posição superior que exerciam arbitrariamente poder sobre ele - "Era uma besteira, e eu me ressentia muito disso" - e ocasionalmente intervinha quando via isso sendo feito a outras pessoas. Com 5 pés 7 polegadas e 127 libras (1,70 me 58 kg), ele competiu como boxeador leve por três anos, onde não tinha habilidade, mas era destemido e "não tinha marcha à ré". Em seu último ano, ele gerenciou o time de boxe do batalhão para um campeonato de brigada.
Possuidor de grande inteligência, McCain se saiu bem em alguns assuntos que o interessavam, como literatura inglesa, história e governo. Havia um currículo fixo de bacharelado em ciências, aceito por todos os aspirantes; Os colegas de McCain ficaram impressionados com suas habilidades nos cursos de matemática, ciências e engenharia e pensaram que suas notas baixas eram por inclinação e não habilidade, enquanto McCain mais tarde reconheceria que essas os cursos eram uma luta para ele. Sua posição na classe foi rebaixada por notas baixas em conduta e liderança, o que refletia sua aparência desleixada, atitude rebelde e relações ruins com o diretor da empresa. Apesar de sua posição inferior, ele era popular e um líder entre seus companheiros aspirantes, no que o biógrafo Robert Timberg chamou de "modo maníaco, intuitivo e altamente idiossincrático". Bom em atrair mulheres, ele era famoso por organizar atividades fora do jardim com um grupo que se autodenominava "o Bad Bunch"; um colega disse que "estar em liberdade com John McCain era como estar em um desastre de trem." Outros aspirantes ficaram incomodados com seu comportamento. Um cruzeiro de treinamento de junho de 1957 a bordo do contratorpedeiro USS Hunt encontrou McCain mostrando boas habilidades no comando, e a parada no Rio de Janeiro levou a um romance de sonho com a modelo e bailarina brasileira Maria Gracinda que persistiu durante uma reunião de Natal.
McCain se formou na Academia Naval em junho de 1958; ele ficou em quinto lugar na classificação da classe, 894 entre 899. Apesar de suas dificuldades, McCain escreveu mais tarde que ele nunca difamou as tradições mais convincentes da Academia - coragem, resiliência, honra e sacrifício pelo país - e ele nunca vacilou em seu desejo de mostrar a seu pai e família que ele era do mesmo. coragem como seus antepassados navais. Na verdade, Slew e Jack McCain não tinham registros excelentes na Academia, terminando no terceiro e no vigésimo último lugar, respectivamente. McCain percebeu mais tarde que a Academia o ensinou que "para sustentar meu respeito próprio por toda a vida, seria necessário que eu tivesse a honra de servir a algo maior do que meu interesse próprio", uma lição que ele precisaria para carregá-lo. através de um período "desesperador e incerto" uma década depois.

## Carreira militar

### Treinamento naval, atribuições iniciais, primeiro casamento e filhos
McCain foi contratado como alferes em 4 de junho de 1958. Ele passou dois anos como aviador naval em treinamento, primeiro na Naval Air Station Pensacola, na Flórida, até setembro de 1959, e depois na Naval Air Station Corpus Christi, no Texas, período em que foi promovido a tenente do primeiro grau. Ele ganhou uma reputação de festeiro ao dirigir um Corvette, namorou uma dançarina exótica chamada "Marie the Flame of Florida", passava todo o seu tempo livre na praia ou em um quarto de oficial de solteiros transformado em bar e amigável antro de jogos, e, como ele disse mais tarde, "geralmente abusava de minha boa saúde e juventude". Ele começou como um aviador abaixo da média: ele tinha paciência limitada para estudar manuais de aviação e, em vez disso, passava o tempo estudando lendo livros de história. Ele não foi designado para as unidades de elite voando em aeronaves de caça e, em vez disso, tornou-se piloto de aeronaves de ataque. Durante um treino em março de 1960 no Texas, ele perdeu a noção de sua altitude e velocidade, e seu AD-6 Skyraider com motor a pistão e monoposto colidiu com a baía de Corpus Christi e afundou. Embora momentaneamente inconsciente com o impacto, ele se espremeu para fora da cabine e nadou três metros até a superfície, escapando sem ferimentos graves. Ele se formou na escola de voo em Corpus Christi em maio de 1960. Ele se juntou ao esquadrão VA-42 na Naval Air Station Oceana na Virgínia para cinco meses de treinamento adicional no Skyraider.
A partir de novembro de 1960, McCain pilotou Skyraiders com o esquadrão VA-65 "World Famous Fighting Tigers" no porta-aviões USS Intrepid e USS Enterprise. Os porta-aviões baseavam-se na Estação Naval de Norfolk e navegavam no Caribe e em vários deslocamentos para o Mediterrâneo. Suas habilidades de aviação melhoraram, mas por volta de dezembro de 1961 ele colidiu com linhas de transmissão enquanto voava imprudentemente baixo sobre o sul da Espanha. A área sofreu uma queda de energia, mas McCain conseguiu devolver seu Skyraider danificado ao Intrepid.
A bordo da viagem inaugural da Enterprise em janeiro de 1962, McCain ganhou visibilidade com o capitão e publicidade a bordo que outros marinheiros e aviadores atribuíram a seu famoso sobrenome. McCain foi nomeado tenente em junho de 1962, e estava em serviço de alerta na Enterprise quando ela ajudou a impor a quarentena naval de Cuba durante a crise dos mísseis cubanos de outubro de 1962. Em novembro de 1963, ele foi revertido para o serviço em terra, servindo nove meses na equipe do Comando de Treinamento Básico da Aeronáutica em Pensacola. Em setembro de 1964, ele se tornou um instrutor de vôo com o esquadrão de treinamento VT-7 na Naval Air Station Meridian no Mississippi, onde McCain Field foi batizado em homenagem a seu avô.
Durante a passagem por Pensacola em 1964, McCain começou um relacionamento com Carol Shepp, uma modelo de moda de banho e passarela de sucesso originalmente da Filadélfia, Pensilvânia. Eles se conheceram na Academia Naval e ela se casou e depois se divorciou de um de seus colegas de classe. McCain disse a ela que queria fazer algo importante com sua vida, para que ele fosse registrado na história. Em 3 de julho de 1965, McCain se casou com Shepp na Filadélfia. Ela já tinha dois filhos, Douglas e Andrew, nascidos em 1959 e 1962 respectivamente; ele os adotou em 1966. Carol e ele tiveram uma filha chamada Sidney em setembro de 1966.
No verão de 1965, McCain apareceu como um concorrente no programa de perguntas e respostas de televisão Jeopardy! (durante a era Art Fleming ). McCain venceu no primeiro dia, mas perdeu no segundo dia. Mais tarde, ele lembrou de Final Jeopardy fazendo a diferença, onde a pista era "Cathy o ama, mas ela se casou com Edgar Linton em vez disso". McCain conhecia o romance em questão, escrevendo "O que é Morro dos Ventos Uivantes?", Mas a pista estava procurando pelo personagem específico, "Quem é Heathcliff?"

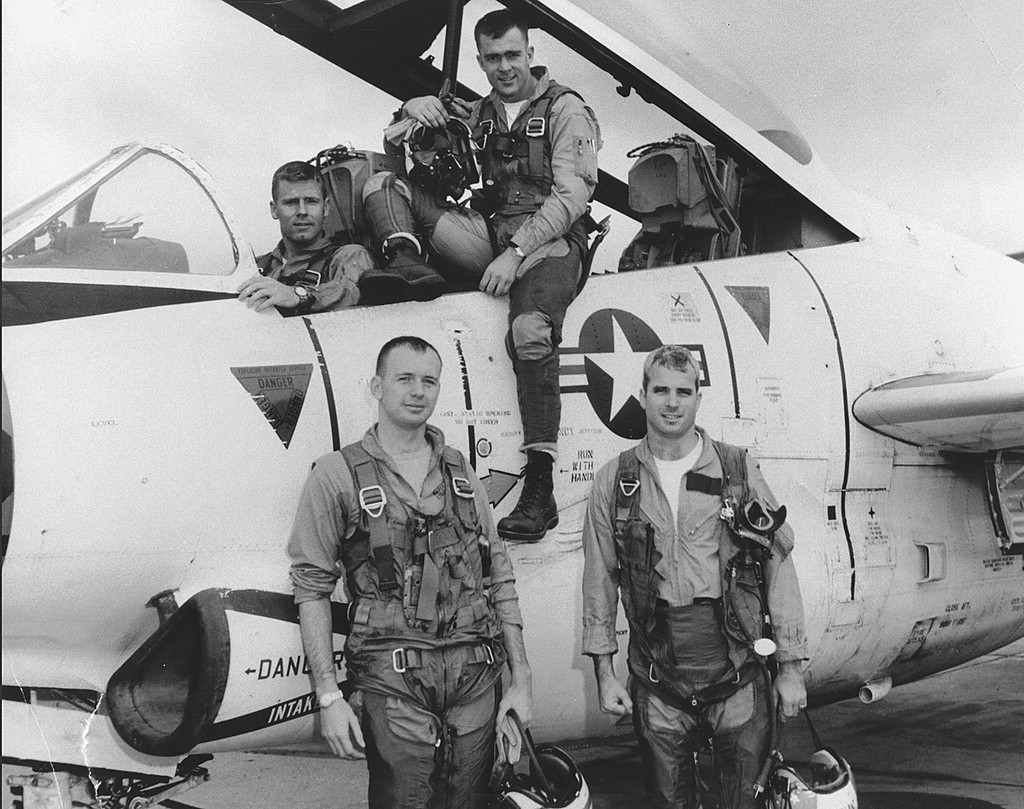
McCain (frente à direita) com seu esquadrão e treinador T-2 Buckeye, em 1965

Em novembro de 1965, ele teve seu terceiro acidente quando uma aparente falha no motor de seu jato de treinamento T-2 Buckeye sobre a costa leste da Virgínia o levou a ser ejetado com segurança antes que seu avião caísse. Enquanto estava em Meridian, McCain solicitou uma missão de combate. Em outubro de 1966, ele foi escalado para o próximo serviço na Guerra do Vietnã e, portanto, relatou ao esquadrão VA-44 Replacement Air Group na Naval Air Station Cecil Field na Flórida para treinamento no A-4 Skyhawk, uma aeronave de ataque a jato monoposto. Lá, McCain era visto como um bom piloto, embora tendesse a " forçar a barra " em seu vôo. Promovido a tenente-comandante em janeiro de 1967, McCain ingressou no porta-aviões USS Forrestal em maio de 1967, voando Skyhawks com o esquadrão VA-46 "Homens do Clã". Forrestal conduziu exercícios de treinamento no Atlântico no início do ano, depois zarpou para o Pacífico em junho. Nessa época, Jack McCain havia subido na hierarquia, tornando-se contra-almirante em 1958 e vice-almirante em 1963; em maio de 1967, ele foi promovido a almirante quatro estrelas e tornou -se comandante-em-chefe das Forças Navais dos EUA, Europa, estacionado em Londres.

### Operações vietnamitas
Em 25 de julho de 1967, Forrestal alcançou a Estação Yankee no Golfo de Tonkin e juntou-se à Operação Rolling Thunder, a campanha de interdição aérea e bombardeio estratégico de 1965-1968 contra o Vietnã do Norte. Os ataques alfa lançados de Forrestal foram contra alvos específicos pré-selecionados, como depósitos de armas, fábricas e pontes. Eles eram muito perigosos, devido à força das defesas aéreas norte-vietnamitas, que usavam mísseis terra-ar projetados e fornecidos pela União Soviética, artilharia antiaérea e interceptores a jato MiG. As cinco primeiras missões de ataque de McCain sobre o Vietnã do Norte ocorreram sem incidentes, e embora ainda não se preocupasse com os regulamentos menores da Marinha, McCain conquistou a reputação de um aviador sério. McCain e seus colegas pilotos ficaram frustrados com o microgerenciamento da Rolling Thunder de Washington; ele escreveu mais tarde: "A lista de alvos era tão restrita que tivemos que voltar e atingir os mesmos alvos repetidamente... A maioria dos nossos pilotos que voavam nas missões acreditava que nossos alvos eram virtualmente inúteis. Com toda a franqueza, pensamos que nossos comandantes civis eram idiotas completos que não tinham a menor noção do que era necessário para vencer a guerra  "

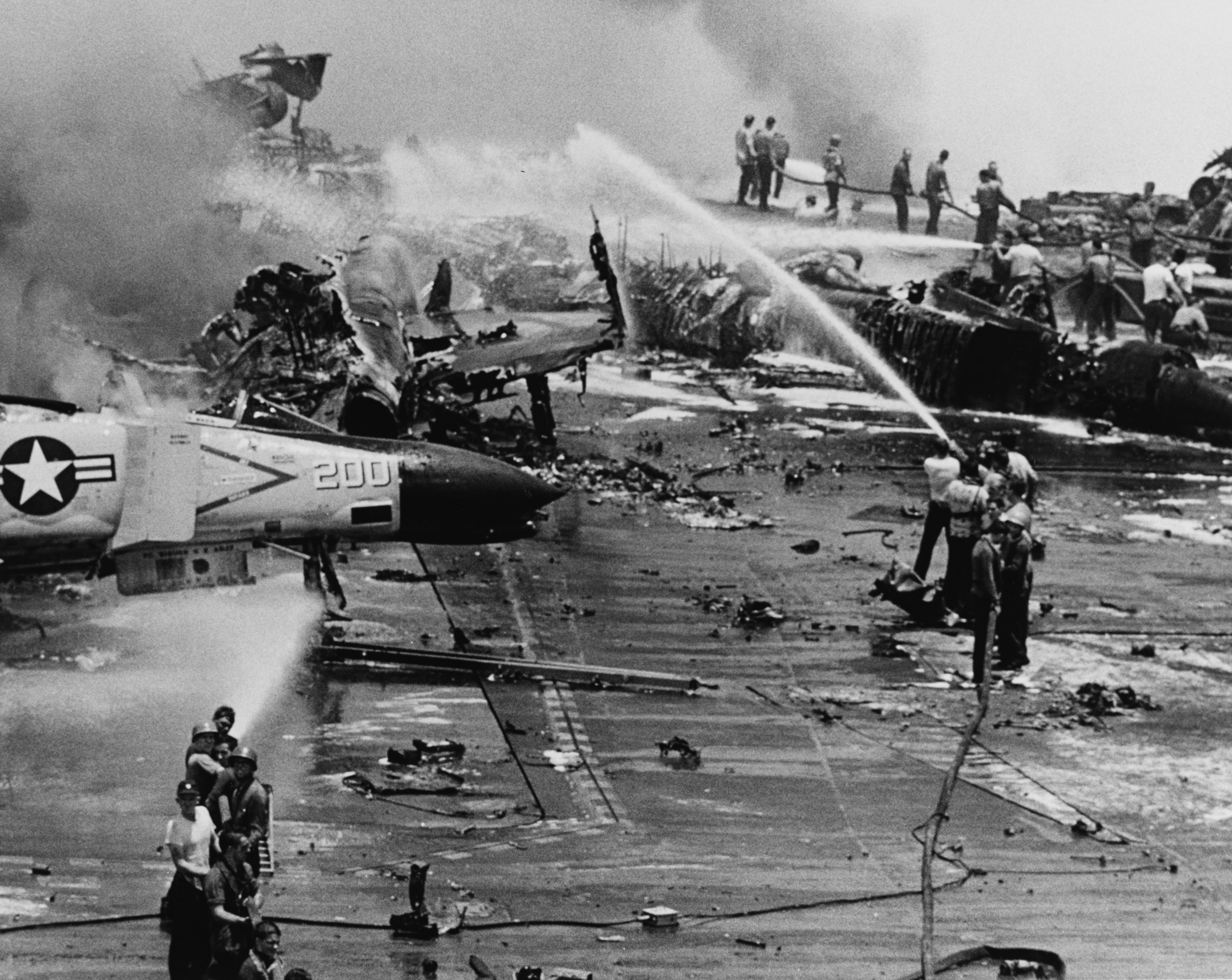
Membros da tripulação lutando contra o incêndio do USS Forrestal em 1967

McCain quase foi morto a bordo do Forrestal em 29 de julho de 1967. Enquanto a ala aérea se preparava para lançar ataques, um foguete Zuni de um F-4 Phantom disparou acidentalmente contra o convés do porta-aviões. O foguete atingiu o A-4E Skyhawk de McCain ou um próximo a ele. O impacto rompeu o tanque de combustível do Skyhawk, que acendeu o combustível e lançou duas bombas. McCain disse mais tarde: "Achei que minha aeronave tivesse explodido. As chamas estavam por toda parte. " McCain escapou de seu jato saindo da cabine, trabalhando até o nariz do jato e pulando de sua sonda de reabastecimento para o convés em chamas. Seu traje de vôo pegou fogo enquanto ele rolava pelas chamas, mas ele foi capaz de apagá-lo. Ele foi ajudar outro piloto que tentava escapar do fogo quando a primeira bomba explodiu; McCain foi jogado para trás três metros e sofreu ferimentos leves ao ser atingido nas pernas e no peito por fragmentos. McCain ajudou os tripulantes a lançar bombas não detonadas ao mar do elevador do hangar, depois foi para a sala de preparação de Forrestal e, com outros pilotos, assistiu ao incêndio que se seguiu e aos esforços de combate ao incêndio no circuito interno de televisão da sala. O fogo matou 134 marinheiros, muitos feridos de outros, destruíram pelo menos 20 aeronave, e levou 24 horas para controlar.  Em Saigon, um dia após a conflagração, McCain elogiou o heroísmo dos homens alistados que deram suas vidas tentando salvar os pilotos no convés, e disse ao repórter do The New York Times RW Apple Jr.: "É uma coisa difícil de dizer. Mas agora que vi o que as bombas e o napalm fizeram às pessoas em nosso navio, não tenho certeza se quero jogar mais dessas coisas no Vietnã do Norte. " Mas tal mudança de curso era improvável; como McCain acrescentou: "Sempre quis estar na Marinha. Eu nasci para isso e nunca pensei realmente em outra profissão. Mas sempre tive problemas com a arregimentação. "

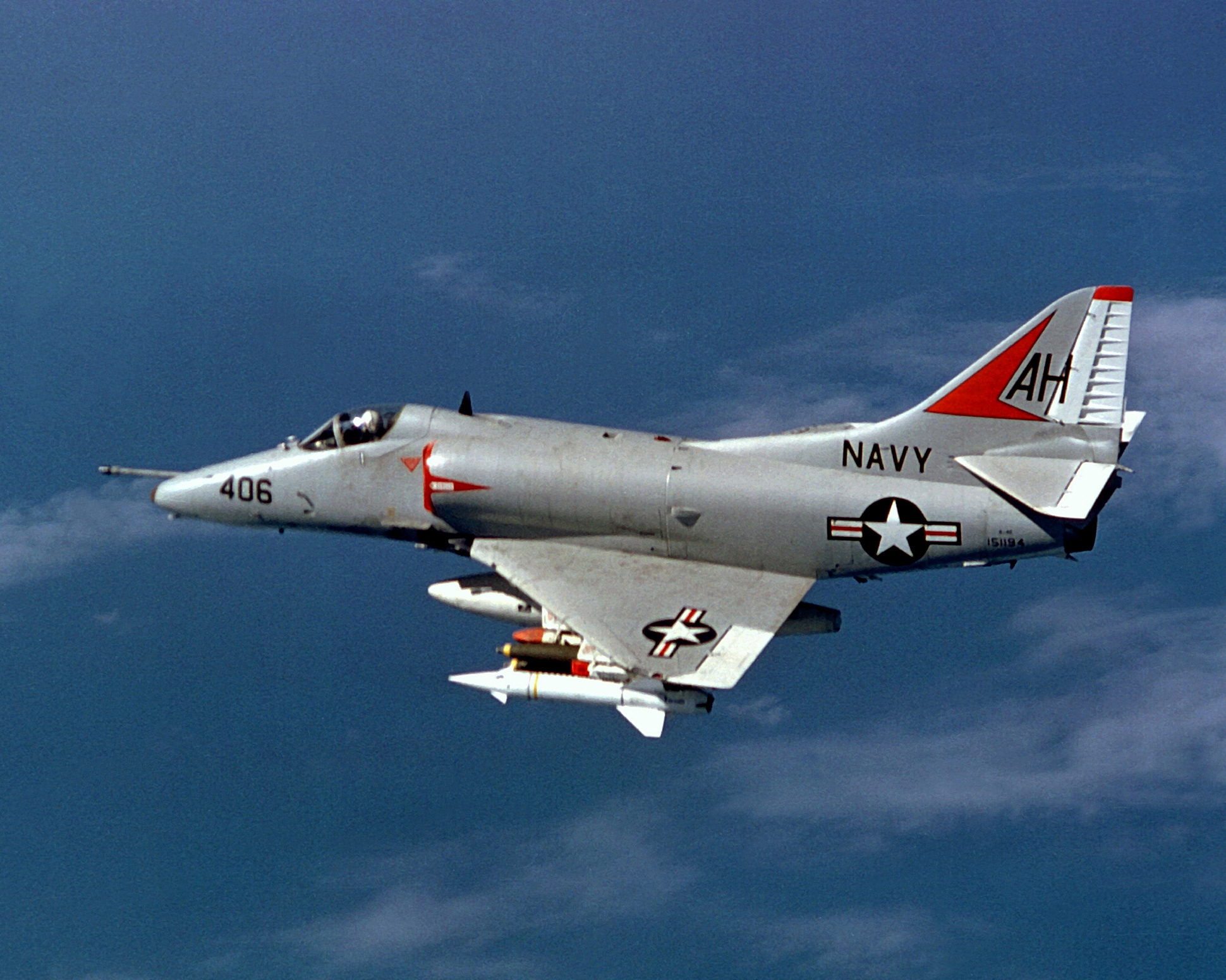
Um Skyhawk A-4E, semelhante ao que McCain voou (de um diferente) em 1967

Enquanto Forrestal se dirigia ao porto para reparos, McCain se ofereceu para se juntar ao esquadrão VA-163 "Saints" com poucos tripulantes a bordo do USS Oriskany. Este porta-aviões havia sofrido anteriormente em seu próprio desastre de incêndio no convés e seus esquadrões sofreram algumas das perdas mais pesadas durante a Rolling Thunder. Os Saints tinham uma reputação de ataques agressivos e ousados, mas pagaram o preço: em 1967, um terço de seus pilotos foram mortos ou capturados, e todos os seus quinze A-4s originais foram destruídos. Depois de tirar algumas férias na Europa e voltar para casa em Orange Park, Flórida, McCain se juntou a Oriskany em 30 de setembro de 1967, para uma turnê que esperava terminar no início do próximo verão. Ele se ofereceu para voar nas missões mais perigosas do esquadrão imediatamente, ao invés de trabalhar seu caminho até eles. Durante outubro de 1967, os pilotos operaram em turnos constantes de 12 horas e 12 horas livres. McCain receberia uma Medalha de Comenda da Marinha por liderar sua seção aérea em meio a fogo inimigo pesado durante uma operação de 18 de outubro no estaleiro Lac Trai, em Haiphong. Em 25 de outubro, McCain atacou com sucesso a Base Aérea Phúc Yên ao norte de Hanói por meio de uma barragem de artilharia antiaérea e mísseis terra-ar; creditado por destruir uma aeronave no solo e danificar duas, a incursão lhe renderia a Medalha Aérea. As defesas aéreas em torno de Hanói eram, a essa altura, as mais fortes que seriam durante toda a guerra.

### Prisioneiro de guerra

#### Chegada

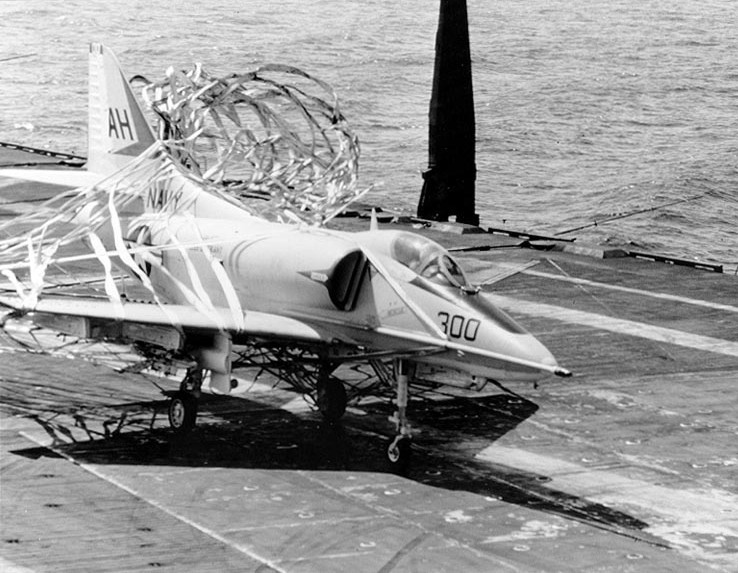
O A-4E (BuNo 149959) seis dias antes de McCain ser abatido com ele, pousou por outro piloto a bordo do

Em 26 de outubro de 1967, McCain estava voando em sua vigésima terceira missão, parte de uma força de ataque de vinte aviões contra a usina termelétrica Yen Phu no centro de Hanói que antes quase sempre estivera fora dos limites dos Estados Unidos invasões devido à possibilidade de danos colaterais. Chegando um pouco antes do meio-dia, McCain mergulhou de 9.000 a 4.000 pés em sua abordagem; quando ele se aproximou do alvo, os sistemas de alerta do A-4E Skyhawk de McCain alertaram que ele estava sendo rastreado por um radar de controle de fogo inimigo. Como outros pilotos dos EUA em situações semelhantes, ele não interrompeu a corrida de bombardeio, e manteve seu mergulho até que ele lançou suas bombas em cerca de 3.500 pés (1.000 m).  Quando ele começou a subir, a asa do Skyhawk foi explodida por um míssil antiaéreo SA-2 de fabricação soviética disparado pelo 61º Batalhão do Comando de Defesa Aérea do Vietnã do Norte, comandado pelo Capitão Nguyen Lan assistido pelo oficial de controle de fogo, Tenente Nguyen Xuan Dai. (McCain foi mais tarde condecorado com a Distinguished Flying Cross para este dia, enquanto Nguyen Xuan Dai foi agraciado com o título de Herói das Forças Armadas do Povo. Décadas depois, o tenente do exército soviético Yuri Trushechkin afirmou que ele havia sido o oficial de orientação de mísseis que atirou em McCain. De qualquer forma, o ataque foi um fracasso, pois a usina não foi danificada e três dos aviões atacantes foram abatidos. )

McCain sendo retirado do lago Trúc Bạch em Hanói e prestes a se tornar um prisioneiro de guerra, em 26 de outubro de 1967

O avião de McCain entrou em uma rotação invertida vertical. McCain saltou de cabeça para baixo em alta velocidade; a força da ejeção fraturou seu braço direito em três lugares, o braço esquerdo e a perna direita na altura do joelho, deixando-o inconsciente. McCain quase se afogou depois de cair de pára-quedas no lago Trúc Bạch, em Hanói; o peso de seu equipamento o estava puxando para baixo e, enquanto recuperava a consciência, não conseguia mais usar os braços. Eventualmente, ele foi capaz de inflar seu colete salva-vidas com os dentes. Vários vietnamitas, possivelmente liderados pelo secretário do Departamento de Indústria, Mai Van On, puxaram-no para terra. Uma turba se reuniu, cuspiu nele, chutou-o e tirou-lhe as roupas; seu ombro esquerdo foi esmagado com a coronha de um rifle e ele foi atingido com uma baioneta no pé esquerdo e na região da virilha esquerda. Ele foi então transportado para a principal prisão de Hỏa Lò de Hanói, apelidada de "Hanói Hilton" pelos prisioneiros de guerra americanos.
McCain alcançou Hỏa Lò em condições físicas tão ruins quanto qualquer prisioneiro durante a guerra. Seus captores recusaram-se a dar-lhe cuidados médicos, a menos que ele lhes desse informações militares; eles espancaram e interrogaram-no, mas McCain apenas ofereceu seu nome, patente, número de série e data de nascimento (a única informação que ele foi obrigado a fornecer de acordo com as Convenções de Genebra e permitido de acordo com o Código de Conduta ). Logo pensando que estava perto da morte, McCain disse que daria mais informações se fosse levado ao hospital, na esperança de afastar seus interrogadores assim que fosse tratado. Um médico da prisão veio e disse que era tarde demais, pois McCain estava prestes a morrer de qualquer maneira. Somente quando os norte-vietnamitas descobriram que seu pai era um almirante de alto escalão, eles lhe deram cuidados médicos, chamando-o de "o príncipe herdeiro". Dois dias depois que o avião de McCain caiu, esse evento e seu status como prisioneiro de guerra chegaram às primeiras páginas do The New York Times e do The Washington Post. Interrogatório e espancamentos retomados no hospital; McCain deu aos norte-vietnamitas o nome do navio, o nome do esquadrão e o alvo do ataque. Esta informação, junto com detalhes pessoais da vida de McCain e supostas declarações de McCain sobre o progresso da guerra, apareceriam nas próximas duas semanas no jornal oficial norte-vietnamita Nhân Dân, bem como em despachos de veículos como o noticiário cubano agência Prensa Latina. A divulgação das informações militares violava o Código de Conduta, do qual McCain mais tarde escreveu que lamentava, embora considerasse as informações sem utilidade prática para os norte-vietnamitas. Ainda mais coagido a fornecer alvos futuros, ele nomeou cidades que já haviam sido bombardeadas e, respondendo às demandas pelos nomes dos membros de seu esquadrão, forneceu, em vez disso, os nomes da linha ofensiva dos Green Bay Packers.

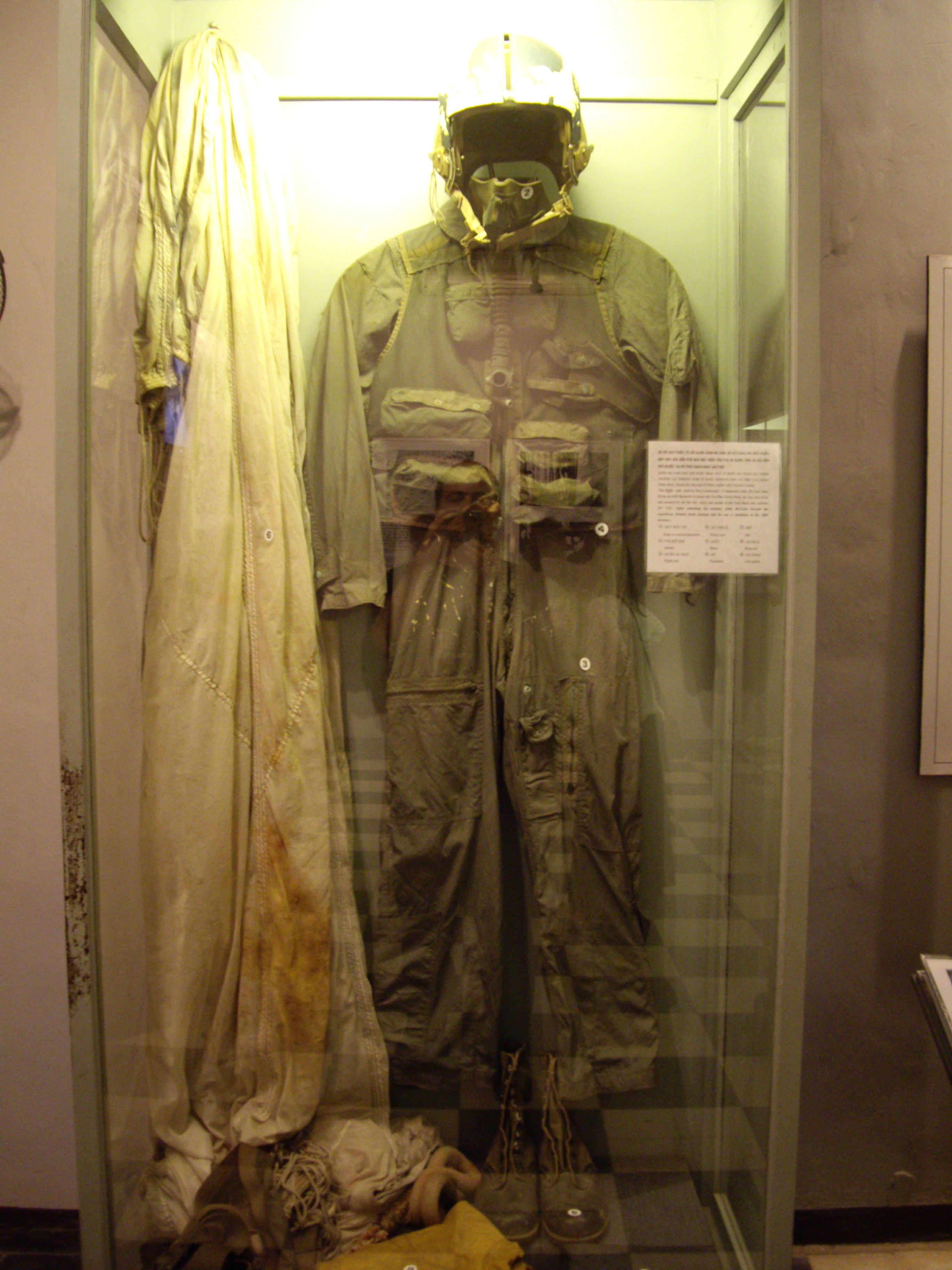
Décadas mais tarde, o macacão e o equipamento de voo de McCain foram exibidos em um museu na parte restante da prisão de Hỏa Lò.

McCain passou seis semanas no hospital, recebendo cuidados marginais em um ambiente sujo e úmido. Uma tentativa prolongada de definir as fraturas em seu braço direito, feita sem anestésico, foi malsucedida; ele recebeu uma operação em sua perna quebrada, mas nenhum tratamento para seu braço esquerdo quebrado. Ele foi temporariamente levado para uma sala limpa e entrevistado por um jornalista francês, François Chalais, cuja reportagem foi veiculada no programa de televisão francês Panorama em janeiro de 1968 e mais tarde nos Estados Unidos no CBS Evening News. A filmagem de McCain deitado na cama, engessado, fumando cigarros e falando pausadamente, se tornaria uma das imagens mais amplamente distribuídas da prisão de McCain. McCain foi observado por vários norte-vietnamitas, incluindo o renomado escritor vietnamita Nguyễn Tuân e o ministro da Defesa e comandante-em-chefe do Exército, general Võ Nguyên Giáp. Muitos dos observadores norte-vietnamitas presumiram que McCain deveria fazer parte da elite político-militar-econômica dos Estados Unidos. Agora, tendo perdido vinte e três quilos, engessado no peito, coberto de fuligem e os olhos cheios de febre, e com o cabelo embranquecido, no início de dezembro de 1967 McCain foi enviado para um prisioneiro de guerra acampamento nos arredores de Hanói apelidado de "a plantação". Ele foi colocado em uma cela com George "Bud" Day , um piloto da Força Aérea gravemente ferido e torturado (mais tarde agraciado com a Medalha de Honra ) e Norris Overly, outro piloto da Força Aérea; eles não esperavam que McCain vivesse mais uma semana. Excessivamente, e subsequentemente Day, cuidou de McCain e o manteve vivo; Day mais tarde lembrou que McCain tinha "uma fantástica vontade de viver".

#### Solitário
Em março de 1968, McCain foi colocado em confinamento solitário, onde permaneceu por dois anos. Sem o conhecimento dos prisioneiros de guerra, em abril de 1968, Jack McCain foi nomeado comandante-chefe do Comando do Pacífico (CINCPAC) com vigência em julho, estacionado em Honolulu e comandante de todas as forças dos EUA no teatro do Vietnã. Em meados de junho, o major Bai, comandante do sistema de campos de prisioneiros do Vietnã do Norte, ofereceu a McCain a chance de voltar para casa mais cedo. Os norte-vietnamitas queriam um golpe de propaganda mundial aparentando misericórdia, e também queriam mostrar a outros prisioneiros de guerra que membros da elite como McCain estavam dispostos a ser tratados preferencialmente. McCain recusou a oferta de libertação, devido à interpretação "primeiro a entrar, primeiro a sair" dos prisioneiros de guerra do Código de Conduta dos EUA : ele só aceitaria a oferta se todos os homens capturados antes dele também fossem libertados. A recusa de McCain em ser libertado foi comentada pelo negociador sênior do Vietnã do Norte, Lê Đức Thọ, ao enviado dos EUA Averell Harriman, durante as conversações de paz em andamento em Paris. Enfurecido pela recusa da oferta, Bai e seu assistente disseram a McCain que as coisas ficariam muito ruins para ele.
No final de agosto de 1968, um programa de métodos vigorosos de tortura começou contra McCain. Os norte-vietnamitas usaram cordas para colocá-lo em posições prolongadas e dolorosas e espancaram-no severamente a cada duas horas, enquanto ele sofria de disenteria. Sua perna direita foi ferida novamente, suas costelas foram quebradas, alguns dentes foram quebrados na linha da gengiva e seu braço esquerdo foi novamente fraturado. Deitado em seu próprio deserto, seu espírito foi quebrado; o início de uma tentativa de suicídio foi interrompido por guardas. Depois de quatro dias disso, McCain assinou e gravou uma "confissão" de propaganda antiamericana que dizia, em parte, "Eu sou um criminoso negro e cometi os atos de um pirata aéreo. Quase morri, e o povo vietnamita salvou minha vida, graças aos médicos. " Ele usou jargão comunista afetado e linguagem não gramatical para sinalizar que a declaração era forçada. McCain foi assombrado então e desde então com a crença de que ele havia desonrado seu país, sua família, seus camaradas e a si mesmo com sua declaração, mas como ele escreveu mais tarde, "Eu aprendi o que todos nós aprendemos lá: Todo homem tem seu ponto de ruptura. Eu tinha alcançado o meu. " Duas semanas depois, seus captores tentaram forçá-lo a assinar uma segunda declaração; sua vontade de resistir restaurada, ele recusou. Ele às vezes recebia de duas a três surras por semana por causa de sua resistência contínua; os maus-tratos sustentados duraram mais de um ano. Suas recusas em cooperar, misturadas com obscenidades gritantes dirigidas a seus guardas, eram freqüentemente ouvidas por outros prisioneiros de guerra. Sua experiência no boxe dos dias da Academia Naval o ajudou a resistir ao espancamento, e os norte-vietnamitas não o quebraram novamente.

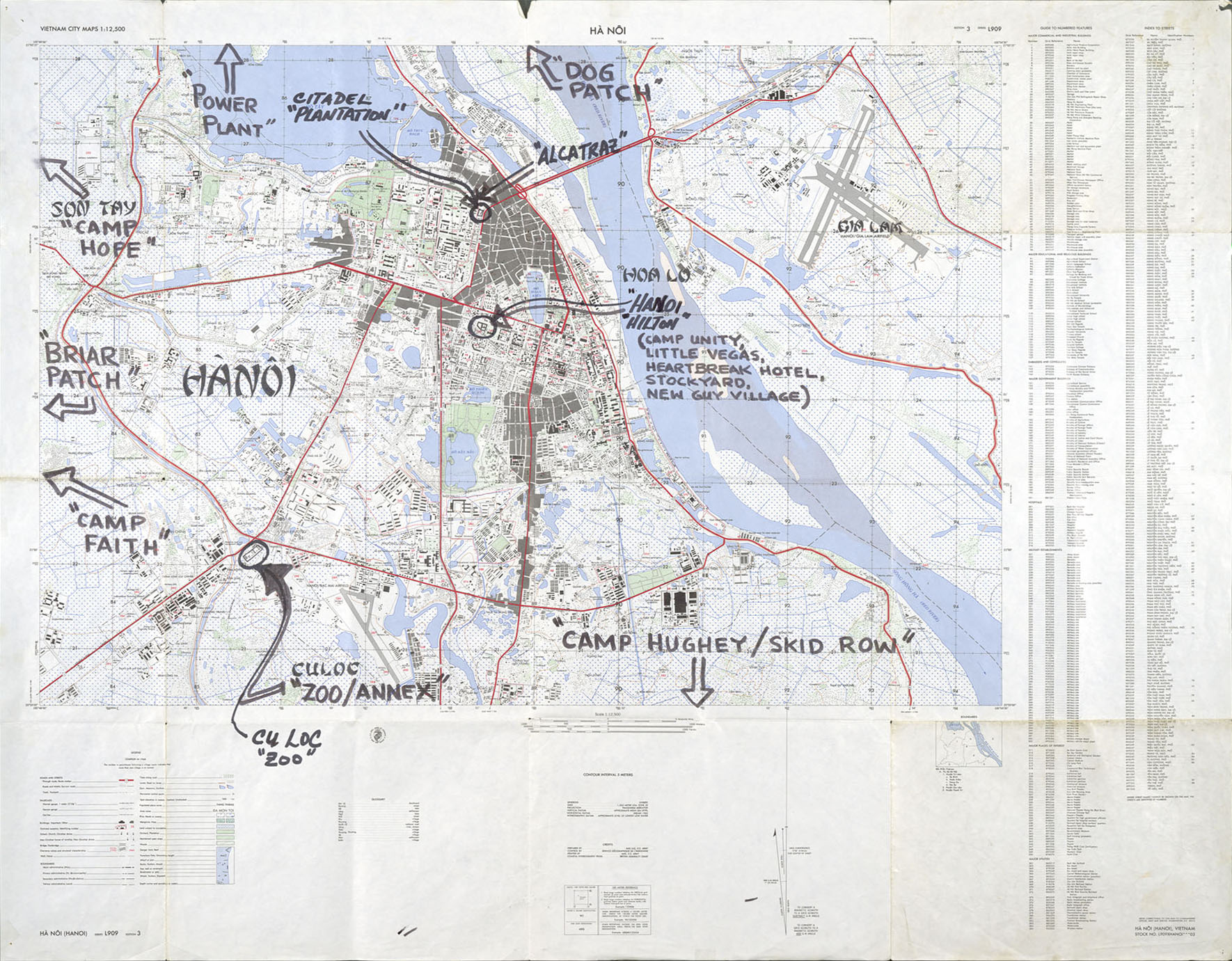
Um mapa desenhado por um prisioneiro de guerra americano após a guerra mostra a localização de "The Plantation" e de "Hanoi Hilton", dois dos campos onde McCain passou seu cativeiro.

Outros prisioneiros de guerra americanos foram torturados e maltratados de forma semelhante para extrair "confissões" e declarações de propaganda. Muitos, especialmente entre aqueles que haviam sido capturados antes e presos por mais tempo - como os da " Gangue de Alcatraz " - sofreram um tratamento ainda pior do que McCain. Sob extrema pressão, virtualmente todos os prisioneiros de guerra acabaram cedendo algo a seus captores. Houve exceções momentâneas: em uma ocasião, um guarda soltou furtivamente as amarras das cordas de McCain por uma noite; quando, meses depois, o guarda mais tarde viu McCain no dia de Natal, ele ficou ao lado de McCain e silenciosamente desenhou uma cruz no chão com o pé.  Em outubro de 1968, o isolamento de McCain foi parcialmente aliviado quando Ernest C. Brace foi colocado na cela ao lado dele; ele ensinou a Brace o código de escuta que os prisioneiros usavam para se comunicar. Na véspera do Natal de 1968, um serviço religioso para os prisioneiros de guerra foi encenado para fotógrafos e câmeras de filme; McCain desafiou as instruções norte-vietnamitas de ficar quieto, falando os detalhes de seu tratamento e gritando "Fu-uuu-ck, seu filho da puta!" e mostrar o dedo sempre que uma câmera era apontada para ele. McCain recusou-se a se reunir com vários grupos pacifistas anti-Guerra do Vietnã que vinham a Hanói, como os liderados por David Dellinger, Tom Hayden e Rennie Davis, não querendo dar a eles ou aos norte-vietnamitas uma vitória de propaganda baseada em seu conexão com seu pai. McCain ainda estava gravemente prejudicado por seus ferimentos, ganhando o apelido de "Crip" entre os outros prisioneiros de guerra, mas apesar de sua condição física, espancamentos contínuos e isolamento, ele foi um dos principais jogadores nos esforços de resistência da Plantation.
Em maio de 1969, o secretário de Defesa dos Estados Unidos, Melvin Laird, começou a questionar publicamente o tratamento dado pelos norte-vietnamitas aos prisioneiros. Em 6 de junho de 1969, uma reportagem da United Press International descreveu uma transmissão da Rádio Hanoi, feita em 2 de junho, que negava qualquer tipo de maus-tratos. A transmissão, uma de uma série de transmissões de propaganda norte-vietnamita sobre o assunto de prisioneiros, usou trechos da "confissão" forçada falada por McCain um ano antes, incluindo declarações como: "Eu bombardei cidades, vilas e aldeias e causei ferimentos e até morte para o povo do Vietnã do Norte. Depois de ser capturado, fui levado a um hospital em Hanói, onde recebi tratamento médico muito bom. Fui operado na perna que me permitiu andar novamente e um gesso no braço direito, que estava muito quebrado em três lugares. Os médicos são muito bons e sabiam muito sobre medicina. " (A transmissão foi captada e gravada pelo Foreign Broadcast Information Service e cópias dela estão disponíveis no National Archives and Records Administration, como uma história de jornal de 2016 confirmou. )
A partir do final de 1969, o tratamento de McCain e de outros prisioneiros de guerra melhorou repentinamente. O líder norte-vietnamita Ho Chi Minh havia morrido no mês anterior, possivelmente causando uma mudança na política em relação aos prisioneiros de guerra. Além disso, um prisioneiro de guerra maltratado e enfraquecido que havia sido libertado naquele verão revelou à imprensa mundial as condições a que estavam sendo submetidos , e à Liga Nacional de Famílias de Prisioneiros e Desaparecidos Americanos no Sudeste Asiático, que incluía o irmão de McCain Joe, aumentou a consciência da situação dos prisioneiros de guerra. Em dezembro de 1969, McCain foi transferido de volta para o Hỏa Lò, "Hanoi Hilton"; seu confinamento solitário terminou em março de 1970. Quando os prisioneiros conversaram sobre o que queriam fazer depois de saírem, McCain disse que queria se tornar presidente. McCain consentiu em uma entrevista em janeiro de 1970 fora de Hỏa Lò com o psicólogo cubano espanhol Fernando Barral, que foi publicado no jornal oficial cubano Granma. McCain falou sobre sua vida e não expressou remorso por seu bombardeio no Vietnã do Norte, e Barral o proclamou "um indivíduo insensível sem profundidade humana". Os prisioneiros de guerra emitiram um decreto proibindo quaisquer outras entrevistas, e apesar da pressão de seus captores, McCain subsequentemente recusou-se a receber quaisquer grupos anti-guerra ou jornalistas simpatizantes do regime norte-vietnamita.

#### Liberado

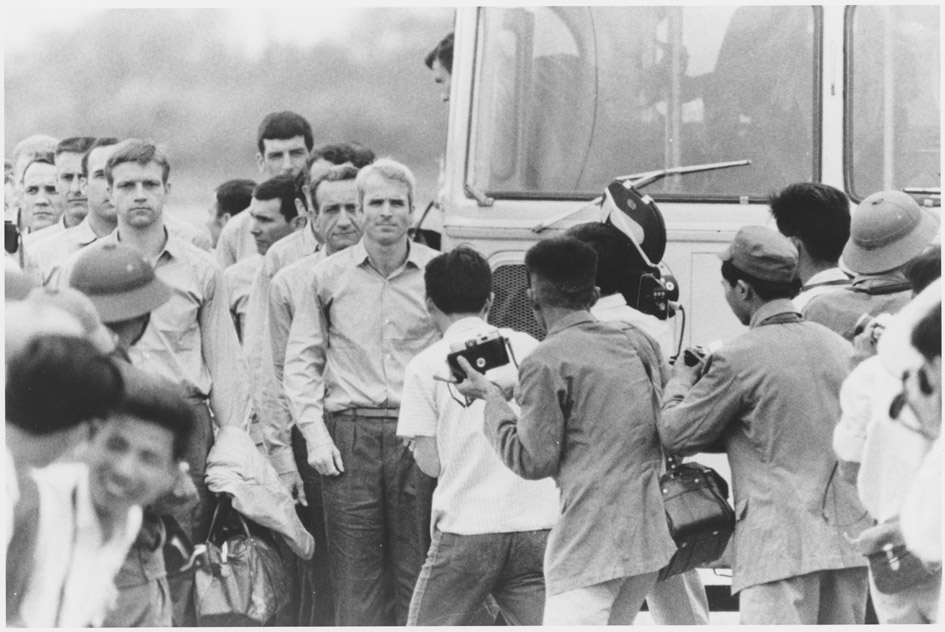
John McCain durante sua libertação como prisioneiro de guerra em março de 1973

McCain e outros prisioneiros foram transferidos para campos diferentes às vezes, mas as condições nos anos seguintes foram geralmente mais toleráveis do que antes. Sem que eles soubessem, a cada ano em que Jack McCain era CINCPAC, ele fazia uma visita de Natal às tropas americanas no Vietnã do Sul servindo mais perto da DMZ ; ele ficaria sozinho e olharia para o norte, para estar o mais perto de seu filho que pudesse. Em 1971, cerca de 30-50 por cento dos prisioneiros de guerra ficaram desiludidos com a guerra, tanto por causa da aparente falta de progresso militar quanto pelo que ouviram sobre o crescente movimento anti-guerra nos EUA, e alguns deles estavam menos relutantes em fazer declarações de propaganda para os norte-vietnamitas. McCain não estava entre eles: ele participou de um serviço religioso desafiador e liderou um esforço para escrever cartas para casa que apenas retratavam o acampamento sob uma luz negativa e, como resultado, passou grande parte do ano em um acampamento reservado para casos de "má atitude".
De volta ao "Hanoi Hilton" de novembro de 1971 em diante, McCain e os outros prisioneiros de guerra aplaudiram a retomada do bombardeio do norte a partir de abril de 1972, cujos alvos incluíam a área de Hanói e cujas ordens diárias foram emitidas por Jack McCain, conhecendo seu filho estava nas proximidades. A turnê de Jack McCain como CINCPAC terminou em setembro de 1972, apesar de seu desejo de prolongá-la para que pudesse ver a guerra até o fim. Os prisioneiros de guerra da antiguidade aplaudiram ainda mais durante a intensa campanha "Bombardeio de Natal" de dezembro de 1972, quando Hanói foi submetido pela primeira vez a repetidos ataques do B-52 Stratofortress. Embora suas explosões iluminaram o céu noturno e sacudiram as paredes do acampamento, assustando alguns dos prisioneiros de guerra mais novos, maioria viu isso como uma medida poderosa para obrigar o Vietnã do Norte a finalmente chegar a um acordo.
Os Acordos de Paz de Paris foram assinados em 27 de janeiro de 1973, encerrando o envolvimento direto dos EUA na guerra, mas os arranjos da Operação Homecoming para o 591 Os prisioneiros de guerra americanos demoraram mais. McCain foi finalmente libertado do cativeiro em 14 de março de 1973, sendo levado de ônibus para o Aeroporto Gia Lam, transferido para a custódia dos Estados Unidos e levado por um avião C-141 para a Base Aérea de Clark nas Filipinas. (Depois que o último dos prisioneiros de guerra foi libertado, a "confissão" forçada de McCain, junto com declarações semelhantes de outros prisioneiros de guerra, foi ao ar novamente durante uma transmissão da Voz do Vietnã em 10 de abril de 1973, enquanto os norte-vietnamitas tentavam refutar os prisioneiros que retornavam 'contos de ter sido torturado. )
Ao todo, McCain foi mantido como prisioneiro de guerra no Vietnã do Norte por cinco anos e meio, quase cinco deles após sua recusa em aceitar a oferta de repatriação fora da seqüência. Seus ferimentos durante a guerra o deixaram permanentemente incapaz de levantar qualquer braço por mais de 80 graus. Por suas ações como um prisioneiro de guerra, McCain recebeu a medalha Estrela de Prata, a Legião do Mérito, três medalhas de Estrela de Bronze, outra instância da Medalha de Comenda da Marinha e a Medalha Coração Púrpura. Ele também percebeu, ao experimentar a ajuda mútua e a resistência organizada dos prisioneiros de guerra, que seu individualismo anterior precisava ser temperado por uma crença em causas maiores do que o interesse próprio.

### Voltar para os Estados Unidos

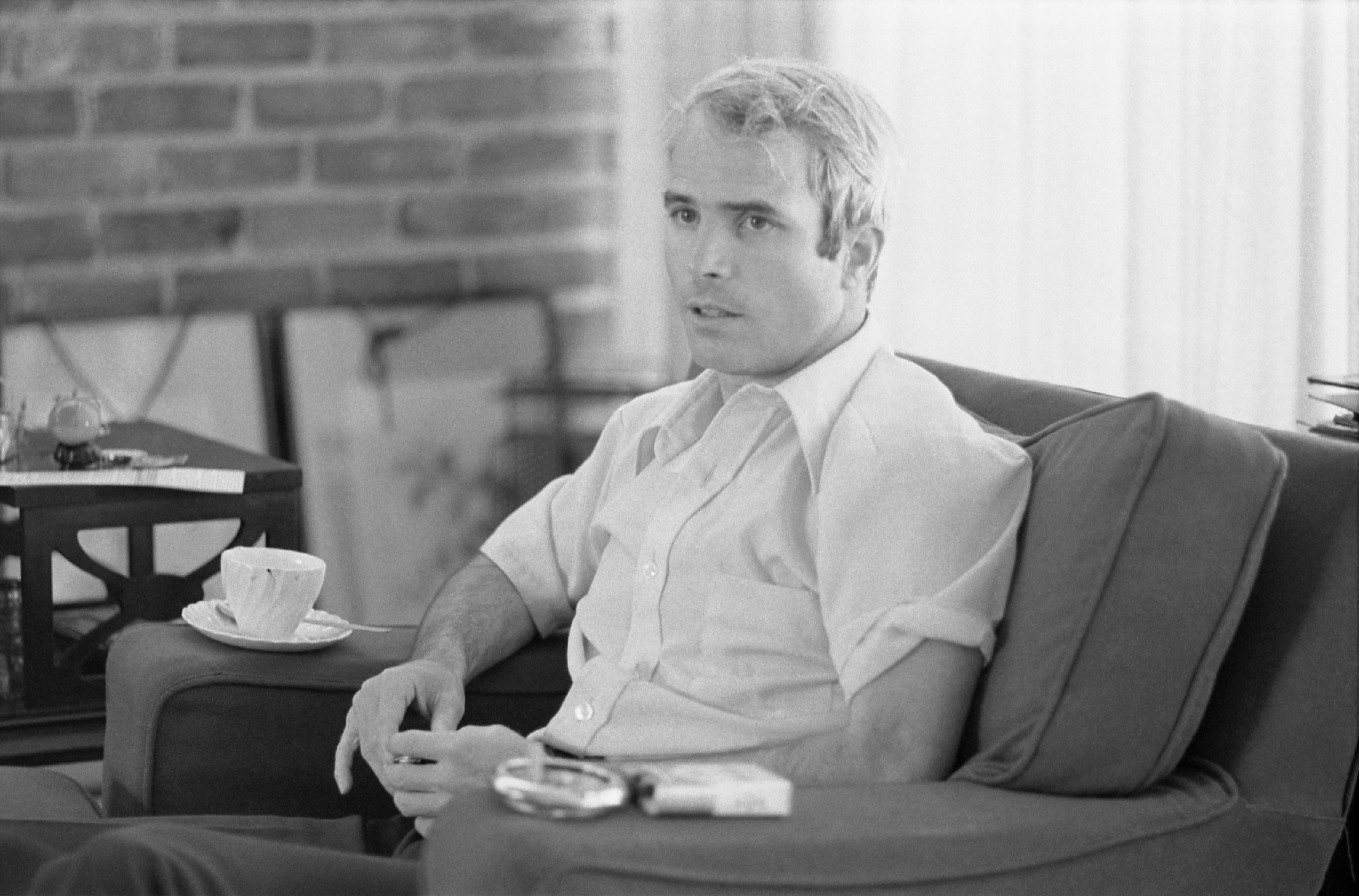
McCain dando uma entrevista à imprensa em 24 de abril de 1973, após seu retorno do Vietnã. Foto de US News & World Report.

Ao retornar aos Estados Unidos, alguns dias depois, McCain se reencontrou com sua esposa Carol e sua família. Ela havia sofrido sua própria provação de quase morte durante o cativeiro, devido a um acidente automobilístico em dezembro de 1969 que a deixou hospitalizada por seis meses e enfrentando 23 operações e fisioterapia contínua. O empresário e defensor dos prisioneiros de guerra Ross Perot pagou por seus cuidados médicos. Quando McCain a viu, ela era dez centímetros mais baixa, usava muletas e era substancialmente mais pesada. Como um prisioneiro de guerra que voltou, McCain se tornou uma espécie de celebridade: o New York Times publicou uma matéria e uma foto de primeira página dele saindo do avião na Base Aérea de Clark nas Filipinas ; ele escreveu uma história de capa de treze páginas descrevendo sua provação e seu apoio à forma como o governo Nixon lidou com a guerra no US News &amp; World Report ; ele participou de desfiles em Orange Park e em outros lugares e fez aparições pessoais diante de grupos, onde mostrou grande habilidade com a fala; ele recebeu a chave da cidade de Jacksonville, Flórida ; e uma fotografia dele de muletas apertando a mão do presidente Richard Nixon em uma recepção na Casa Branca para o retorno de prisioneiros de guerra tornou-se icônica. Os McCain tornaram-se convidados de honra frequentes em jantares oferecidos pelo governador da Califórnia Ronald Reagan e sua esposa Nancy Reagan, e John McCain causou uma forte impressão ao falar em um grande café da manhã de oração oferecido pelo governador. McCain admirou Ronald Reagan durante o cativeiro e depois, acreditando que ele era um homem que viu honra no serviço do Vietnã e um líder em potencial que não lideraria o país em uma guerra que não estava disposto a vencer.
McCain passou por três operações e outros tratamentos para seus ferimentos, passando três meses no Naval Regional Medical Center em Jacksonville. Testes psicológicos, dados a todos os prisioneiros de guerra que retornaram, mostraram que McCain havia "se ajustado excepcionalmente bem à repatriação" e tinha "um padrão de ajuste ambicioso, esforçado e bem-sucedido". McCain disse aos examinadores que suportou sua provação tendo "fé no país, na Marinha dos Estados Unidos, na família e em Deus". Ao contrário de muitos veteranos, McCain não teve flashbacks ou pesadelos de sua experiência no Vietnã, embora, devido à associação com guardas da prisão, o som de chaves batendo o deixasse "tenso".
McCain foi promovido a comandante a partir de julho de 1973 e frequentou o National War College em Fort McNair em Washington, DC durante o ano acadêmico de 1973–1974. Lá, ele estudou intensamente a história do Vietnã e das guerras francesa e americana, e escreveu " O Código de Conduta e os Prisioneiros de Guerra do Vietnã ", um longo artigo sobre a experiência dos prisioneiros de guerra no Vietnã como um teste do Código de Conduta. Na época em que se formou, ele concluiu que erros cometidos por líderes políticos e militares americanos haviam condenado o esforço de guerra. Ele aceitou o direito do movimento anti-guerra nos Estados Unidos de exercer sua liberdade de protestar e adotou uma atitude de viva-e-deixe-viver para com aqueles que fugiram do alistamento. Nem as grandes mudanças nos costumes sociais americanos que ocorreram durante sua ausência o incomodaram, como fez com muitos outros ex-prisioneiros de guerra. McCain voltou a Saigon em novembro de 1974; ele e alguns outros ex-prisioneiros de guerra receberam a Ordem Nacional do Vietnã, a maior homenagem daquele país. McCain decidiu não se tornar um "prisioneiro de guerra profissional", mas seguir em frente e reconstruir sua vida. Poucos pensaram que McCain poderia voar novamente, mas ele estava determinado a tentar, e durante esse tempo ele se envolveu em nove meses de fisioterapia extenuante e dolorosa, especialmente para fazer seus joelhos dobrarem novamente.
Como oficial comandante, McCain confiou em um estilo de liderança relativamente heterodoxo, baseado na força de sua personalidade. Ele removeu o pessoal que considerava ineficaz e procurou melhorar o moral e a produtividade estabelecendo uma relação informal com os homens alistados. Lidando com orçamentos limitados de defesa pós-Vietnã e escassez de peças, ele foi enérgico ao exigir que o respeito fosse dado às oficiais que estavam começando a chegar à unidade. As habilidades de liderança de McCain foram creditadas com a melhoria da prontidão de aeronaves da unidade; pela primeira vez, todas as cinquenta aeronaves foram capazes de voar. Embora algumas métricas operacionais tenham diminuído durante o período, a segurança do piloto melhorou a ponto de ter zero acidentes. O esquadrão foi premiado com sua primeira Comenda de Unidade Meritória, enquanto McCain recebeu uma Medalha de Serviço Meritório. McCain afirmou mais tarde que ser oficial comandante do VA-174 foi a missão mais gratificante de sua carreira nava l. Quando seu mandato terminou em julho de 1977, a cerimônia de mudança de comando contou com a presença de seu pai e do resto de sua família, bem como de alguns de seus companheiros prisioneiros de guerra; O palestrante almirante Isaac C. Kidd, Jr. disse que John se juntou a Jack e Slew McCain em um lugar de honra na tradição da Marinha, um tributo que comoveu McCain profundamente.
Durante seu tempo em Jacksonville, o casamento dos McCains começou a vacilar. McCain teve casos extraconjugais; ele foi visto com outras mulheres em ambientes sociais e desenvolveu uma reputação entre seus colegas de mulherengo. Algumas das atividades de McCain com outras mulheres ocorreram quando ele estava de folga, após voos de rotina para a Estação Aérea do Corpo de Fuzileiros Navais de Yuma e o Naval Air Facility El Centro. McCain disse mais tarde: "O colapso de meu casamento foi atribuído ao meu próprio egoísmo e imaturidade mais do que ao Vietnã, e não posso escapar da culpa apontando o dedo para a guerra. A culpa foi inteiramente minha. " Sua esposa, Carol, declarou mais tarde que o fracasso não foi devido ao acidente dela ou ao Vietnã e que "Eu atribuo [o rompimento de nosso casamento] mais a John fazer 40 anos e querer ter 25 novamente do que a qualquer outra coisa". O biógrafo de John McCain, Robert Timberg, acredita que "o Vietnã desempenhou um papel, talvez não o papel principal, mas mais do que um walk-on". De acordo com John McCain, "Eu mudei, ela mudou. Pessoas que estiveram separadas tanto mudam. "
Como seu mandato com VA-174 estava terminando, McCain foi designado para um trabalho de mesa de baixo perfil dentro do Comando de Sistemas Aéreos Naval. O Chefe de Operações Navais, almirante James L. Holloway III, considerou esta atribuição um desperdício dos talentos sociais de McCain, e, em vez disso, em julho de 1977 McCain foi nomeado para o Gabinete de Ligação do Senado dentro do Gabinete de Assuntos Legislativos da (uma atribuição Jack McCain já havia segurado). A função do escritório consistia principalmente em fornecer serviço aos constituintes e atuar como facilitador entre os legisladores, o Departamento de Defesa e os lobistas. McCain disse mais tarde que o trabalho de ligação representou "[minha] entrada real no mundo da política e o início de minha segunda carreira como servidor público". A personalidade viva de McCain e seu conhecimento de assuntos militares fizeram de seu cargo no Russell Senate Office Building um ponto de encontro popular para senadores e funcionários. Ele também acompanhava com frequência delegações do Congresso em viagens ao exterior, onde organizava divertidas aventuras paralelas. McCain foi influenciado por senadores de ambos os partidos e formou um vínculo especialmente forte com John Tower do Texas, membro graduado do Comitê de Serviços Armados do Senado. Durante 1978 e 1979, McCain desempenhou um papel fundamental nos bastidores ao obter financiamento do Congresso para uma nova superportadora contra os desejos da administração Carter e do secretário da Marinha W. Graham Claytor Jr. Em agosto de 1979, McCain foi promovido a capitão da Marinha, e tornou-se Diretor do Gabinete de Ligação do Senado. Durante o tempo de McCain lá, o Gabinete de Ligação com o Senado desfrutou de um de seus poucos períodos de grande influência.
McCain e sua esposa Carol se separaram por um breve período logo após seu retorno a Washington, mas depois se reuniram e permaneceram casados. Em abril de 1979, enquanto participava de uma recepção militar para senadores no Havaí, McCain conheceu Cindy Lou Hensley, dezoito anos mais jovem, uma professora de Phoenix, Arizona, e filha de James Willis Hensley, um rico Anheuser- Distribuidor de cerveja Busch e Marguerite "Smitty" Hensley. Eles começaram a namorar, viajando entre o Arizona e Washington para se ver, e John McCain pediu que sua esposa Carol aceitasse o divórcio. Os McCain pararam de coabitar em janeiro de 1980, e John McCain pediu o divórcio em fevereiro, que Carol McCain aceitou na época. Depois que ela não respondeu às intimações judiciais, o divórcio não contestado foi oficializado em Fort Walton Beach, Flórida, em 2 de abril de 1980. McCain deu a Carol um acordo que incluía a custódia total dos filhos, pensão alimentícia, pensão alimentícia, incluindo mensalidades da faculdade, casas na Virgínia e na Flórida e apoio financeiro vitalício para seus tratamentos médicos em andamento, resultantes do acidente automobilístico de 1969; eles permaneceriam em boas condições. McCain e Hensley se casaram em 17 de maio de 1980, em Phoenix, com os senadores William Cohen e Gary Hart como padrinho e padrinho. Os filhos de McCain ficaram chateados com ele e não compareceram ao casamento, mas depois de vários anos, eles se reconciliaram com ele e Cindy. Carol McCain tornou-se assistente pessoal de Nancy Reagan e mais tarde diretora do Escritório de Visitantes da Casa Branca. Os Reagans ficaram chocados com o divórcio; O relacionamento de Nancy Reagan com John McCain esfriou por um tempo depois disso, mas eventualmente os dois renovaram sua amizade. O mesmo aconteceu com a maioria dos outros amigos de McCain, que acabaram sendo conquistados pela força de sua personalidade e por suas frequentes expressões de culpa pelo que havia acontecido.
Por volta do final de 1980, McCain decidiu se aposentar da Marinha. Ele não tinha recebido um comando marítimo importante, e sua condição física havia se deteriorado, fazendo com que ele falhasse no exame físico de vôo exigido para qualquer posição de comando de porta-aviões (além de seu movimento limitado do braço, certas condições meteorológicas sempre o faria andar mancando). McCain achou que poderia ser contra-almirante, mas provavelmente não vice-almirante, e nunca se tornaria um almirante quatro estrelas como seu avô e seu pai haviam sido. McCain escreveu mais tarde que não se angustiou com sua decisão, embora tenha magoado sua mãe, que pensava que as carreiras no Congresso eram insignificantes em comparação com as principais da marinha. Ele estava animado com a ideia de ser um membro do Congresso e logo estava recrutando um gerente de campanha que Cohen conhecia, para uma corrida planejada em uma cadeira na Câmara do Arizona. No início de 1981, o secretário da Marinha John F. Lehman, que não queria ver McCain deixar o posto de contato, disse a McCain que ele ainda estava prestes a ser selecionado para o contra-almirante de uma estrela. McCain disse ao Lehman que estava deixando a Marinha e que poderia "fazer mais coisas boas" no Congresso.
McCain aposentou-se com data efetiva de 1º de abril de 1981, o posto de capitão, e uma pensão por invalidez devido aos ferimentos durante a guerra. Por seu serviço no escritório de ligação do Senado, McCain foi premiado com uma estrela de ouro no lugar de um segundo prêmio da Legião de Mérito. Jack McCain morreu em 22 de março de 1981. Em 27 de março de 1981, McCain compareceu ao funeral de seu pai no Cemitério Nacional de Arlington, vestindo seu uniforme pela última vez antes de assinar seus papéis de alta, e mais tarde naquele dia voou para Phoenix com sua esposa Cindy para começar sua nova vida.

## Prêmios militares
As condecorações e prêmios militares de McCain incluem:
| Distintivo de aviador naval                                                            |                                                                                              |                                                                                              |                                                                 |
| Medalha Estrela de Prata                                                               |                                                                                              |                                                                                              |                                                                 |
| Legião de Mérito com Combate "V" e Estrela                                             | Distinta Cruz Voadora                                                                        | Distinta Cruz Voadora                                                                        | Medalha Estrela de Bronze com Combat "V" e duas estrelas        |
| Medalha Coração Púrpura com estrela                                                    | Medalha de Serviço Meritório                                                                 | Medalha de Serviço Meritório                                                                 | Medalha Aérea com estrela e número de ataque / voo "2"          |
| Medalha de Comenda da Marinha e do Corpo de Fuzileiros Navais com Combat "V" e Estrela | Fita de ação de combate da Marinha                                                           | Fita de ação de combate da Marinha                                                           | Comenda da Unidade da Marinha                                   |
| Comenda de Unidade Meritória da Marinha                                                | Medalha de prisioneiro de guerra                                                             | Medalha de prisioneiro de guerra                                                             | Medalha Expedicionária da Marinha                               |
| Medalha do Serviço de Defesa Nacional com estrela                                      | Medalha Expedicionária das Forças Armadas                                                    | Medalha Expedicionária das Forças Armadas                                                    | Medalha de Serviço do Vietnã com duas estrelas                  |
| República do Vietnã Ordem Nacional do Vietnã (Comandante)                              | Citação de Unidade Meritória da República do Vietnã (Cruz de Galantaria) com moldura e palma | Citação de Unidade Meritória da República do Vietnã (Cruz de Galantaria) com moldura e palma | Medalha de campanha da República do Vietnã com dispositivo 1960 |

### Citações
Estas são algumas das citações associadas aos prêmios:
- Medalha Estrela de Prata
- Legião de Mérito
  - Primeiro prêmio (com dispositivo "V")
  - Segundo prêmio (estrela de ouro)
- Distinta Cruz Voadora
- Medalha Estrela de Bronze
  - Primeiro prêmio (com dispositivo "V")
  - Segundo prêmio (estrela de ouro; com dispositivo "V")
  - Terceiro prêmio (estrela de ouro; com dispositivo "V")
- Medalha de Serviço Meritório
- Medalha Aérea
  - Primeiro prêmio (com estrela de bronze)
  - Segundo prêmio (numeral "2")
- Medalha de Comenda da Marinha
  - Primeiro prêmio (com dispositivo "V")
  - Segundo prêmio (estrela de ouro; com dispositivo "V")